# Adil II
Ceifadim Almaleque Aladil Abu Becre ibne Naceradim Maomé (em árabe: سيف الدين الملك العادل أبو بكر بن ناصر الدين محمد; romaniz.: Saif ad-Dīn al-Malik al-ʿĀdil Abū Bakr b. Nāṣir ad-Dīn Muḥammad), melhor conhecido como Adil II, foi um sultão do Egito da dinastia aiúbida entre 1238 e 1240.

## História
Quando seu pai, Camil, sobrinho de Saladino, morreu em 1238, Adil II o sucedeu sem estar totalmente preparado. Quando a situação se deteriorou numa completa anarquia, seu meio-irmão, Sale Aiube, se aproveitou da oportunidade e o depôs. Adil II morreu na prisão oito anos depois.